# 圣米歇尔谢夫谢夫
圣米歇尔谢夫谢夫（法語：Saint-Michel-Chef-Chef，法語發音：[sɛ̃ miʃɛl ʃɛf ʃɛf] ⓘ）是法国大西洋卢瓦尔省的一个市镇，位于该省西部偏南，是一座海滨小镇，属于圣纳泽尔区。

## 地理
圣米歇尔谢夫谢夫（47°10'51"N, 2°8'55"W）面积25.12 平方千米，位于法国卢瓦尔河地区大区大西洋卢瓦尔省，该省份为法国西北部沿海省份，位于布列塔尼半岛东南部，北起伊勒-维莱讷省，西北接莫尔比昂省，西临大西洋，南至旺代省，东临曼恩-卢瓦尔省。
与圣米歇尔谢夫谢夫接壤的市镇（或旧市镇、城区）包括：滨海拉普兰、波尔尼克、圣布雷万莱潘、雷地区圣佩尔。

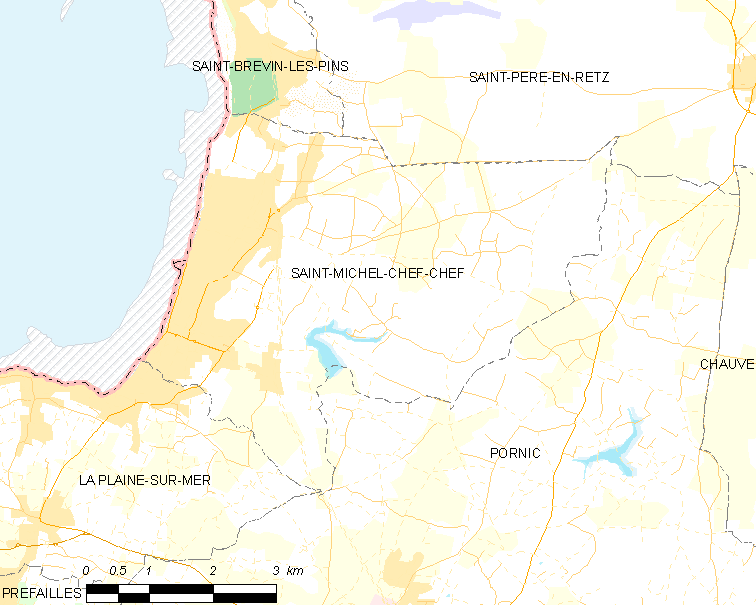
圣米歇尔谢夫谢夫的OSM定位图

圣米歇尔谢夫谢夫的时区为UTC+01:00、UTC+02:00（夏令时）。

## 行政
圣米歇尔谢夫谢夫的邮政编码为44730，INSEE市镇编码为44182。

## 政治
圣米歇尔谢夫谢夫所属的省级选区为波尔尼克县。

## 人口

1962-2008年间圣米歇尔谢夫谢夫人口变化图示

圣米歇尔谢夫谢夫于2022年1月1日时的人口数量为5520人。